# Életot
Életot ist eine französische Gemeinde mit 630 Einwohnern (Stand: 1. Januar 2022) im Département Seine-Maritime in der Region Normandie. Sie gehört zum Arrondissement Le Havre und zum Kanton Fécamp (bis 2015: Kanton Valmont). Die Einwohner werden Életotais genannt.

## Geographie
Életot liegt im Pays de Caux etwa 42 Kilometer nordöstlich von Le Havre an der Alabasterküste zum Ärmelkanal. Umgeben wird Életot von den Nachbargemeinden Saint-Pierre-en-Port im Nordosten, Écretteville-sur-Mer im Osten, Sainte-Hélène-Bondeville im Süden sowie Senneville-sur-Fécamp im Südwesten.

## Bevölkerungsentwicklung
| Jahr                      | 1962 | 1968 | 1975 | 1982 | 1990 | 1999 | 2006 | 2013 |
| Einwohner                 | 500  | 508  | 516  | 510  | 552  | 537  | 581  | 628  |
| Quelle: Cassini und INSEE |      |      |      |      |      |      |      |      |

## Sehenswürdigkeiten
- Kirche Notre-Dame-de-l'Assomption (zuvor Saint-Pierre) aus dem 17. Jahrhundert

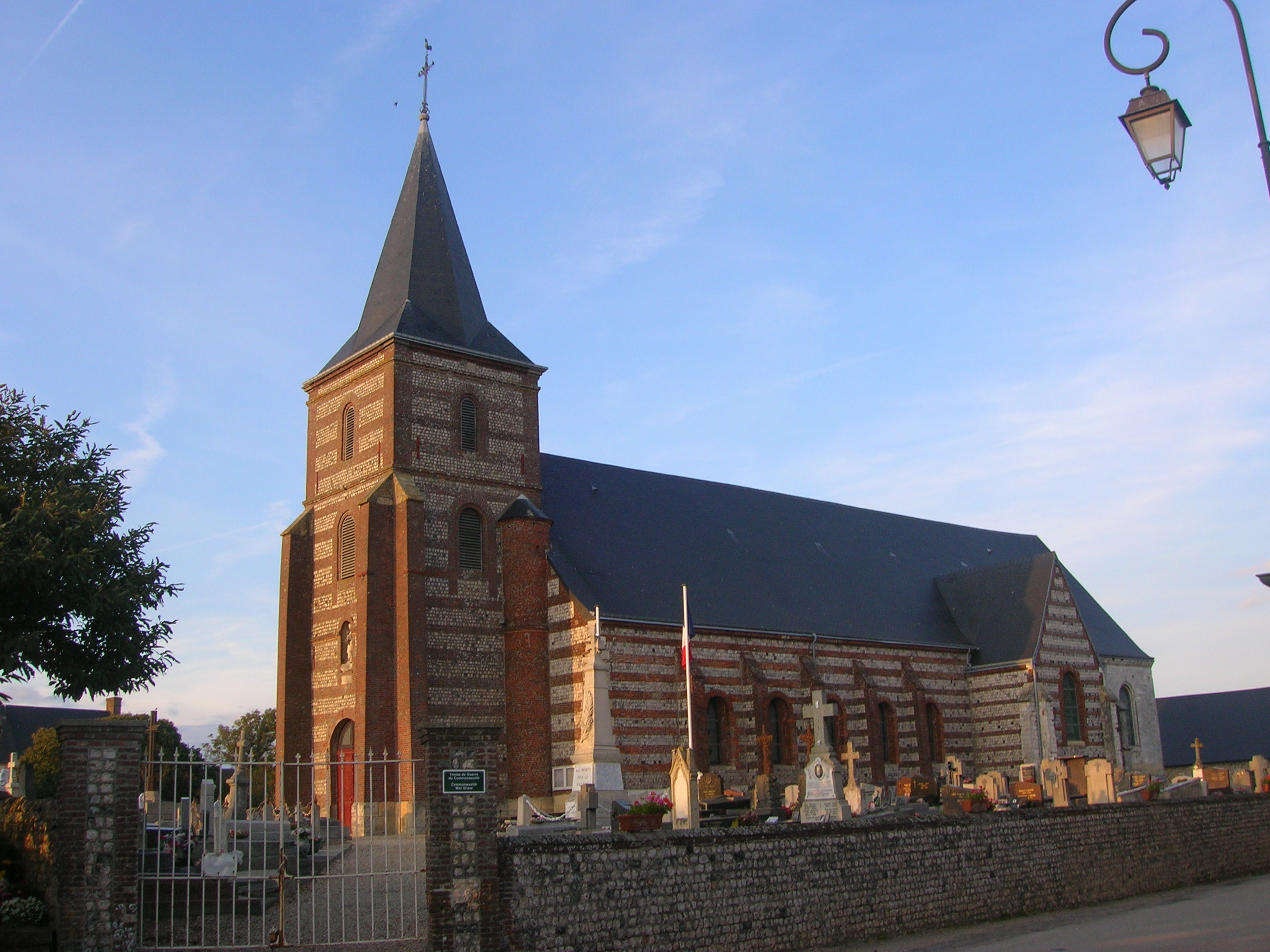
Kirche Notre-Dame-de-l'Assomption